# Hey Mama (chanson de David Guetta)
Pour les articles homonymes, voir Hey Mama.
Singles de David Guetta
What I Did For Love
(2015) Sun Goes Down
(2015)
Singles par Nicki Minaj
Truffle Better
(2015) The Night Is Still Young
(2015)
Singles par Bebe Rexha
Gone
(2014) That's How You Know
(2015)
Singles par Afrojack
Turn Up the Speakers
(2014) Summerthing
(2015)
Hey Mama est une chanson du DJ français David Guetta en featuring avec Afrojack, Nicki Minaj et Bebe Rexha.
La chanson a été écrite par Ester Dean, Sean Gouglas, David Guetta, Giorgio Tuinfort, Nicki Minaj, Bebe Rexha et Nick Wall et produite par David Guetta, Afrojack et Giorgio Tuinfort. Le clip de la chanson a été publié le 19 mai 2015.
En février 2017, le clip vidéo atteint le milliard de vues sur YouTube.

## Certifications
| Région                                                                                                 | Certification | Ventes/Streams |
| --- | ------------- | -------------- |
| Belgique (BEA)                                                                                         | 2 × Platine   |                |
| *Ventes selon la certification ^Mise en rayon selon la certification xNon précisé par la certification |               |                |